# 鳥取県指定文化財一覧
鳥取県指定文化財一覧（とっとりけんしていぶんかざいいちらん）は、鳥取県指定の文化財や史跡等を一覧形式でまとめたものであるが、全てを掲載しているわけではない。

## 有形文化財

### 建造物

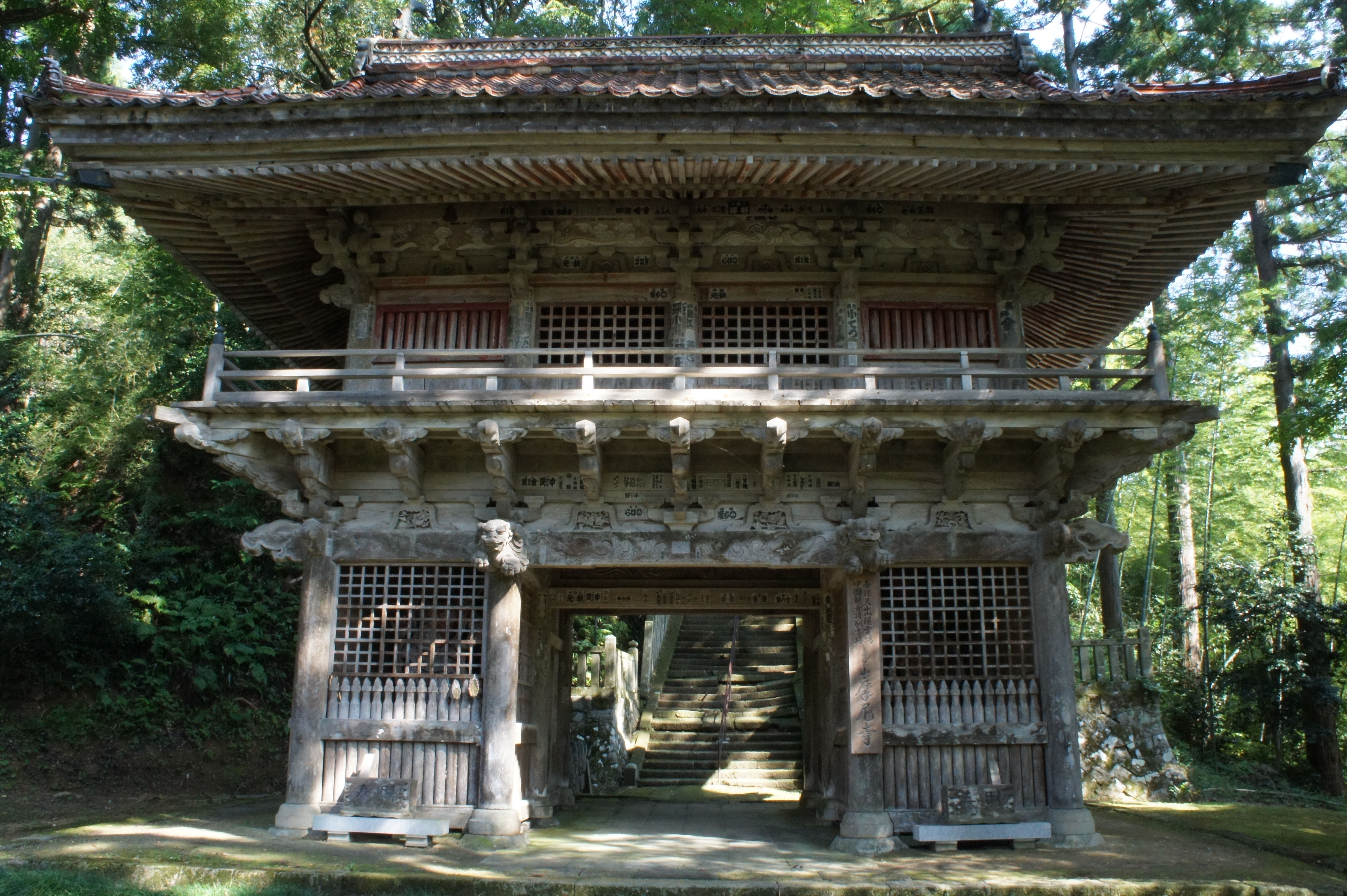
摩尼寺仁王門

- 神崎神社 (琴浦町)本殿〔東伯郡琴浦町赤碕〕 1952年9月15日指定
- 大神山神社奥宮神門〔西伯郡大山町大山〕 1953年8月8日指定
- 印賀宝筺印塔〔日野郡日南町印賀〕 1953年8月8日指定
- 永昌寺十三重塔〔倉吉市岩倉〕 1956年5月30日指定
- 赤碕塔〔東伯郡琴浦町赤碕〕 1956年5月30日指定
- 三百田氏住宅 附 一代普請方合力人数帳一冊〔八頭郡若桜町屋堂羅〕 1964年3月3日指定
- 高田家住宅 附 家相図一枚〔米子市福万〕 1974年3月29日指定
- 木下家住宅〔鳥取市河原町布袋〕 1974年3月29日指定
- 鳥飼家住宅 附 家相図一枚〔倉吉市関金町関金宿〕 1974年3月29日指定
- 吉持家住宅 附 楝札二枚〔西伯郡南部町田住〕 1974年3月29日指定
- 三徳山三仏寺建造物群〔東伯郡三朝町三徳〕 2002年12月20日指定
- 橋津の藩倉 古御蔵・三十間北蔵・片山蔵〔東伯郡湯梨浜町橋津〕 2004年2月3日指定
- 摩尼寺仁王門〔鳥取市覚寺〕 2005年11月29日指定
- 籠守神社本殿 附 蟇股１枚〔東伯郡湯梨浜町大字大字埴見〕 2006年7月18日指定
- 豊乗寺大師堂及び山門〔智頭町新見〕 2007年4月27日指定
- 長谷寺本堂及び仁王門〔倉吉市仲ノ町〕 2007年4月27日指定
- 高田酒造（高田家住宅および醸造施設）〔倉吉市西仲町〕 2010年9月17日指定
- 桑田家住宅および醤油醸造施設〔倉吉市東仲町〕 2010年9月17日指定
- 尾﨑家住宅〔東伯郡湯梨浜町大字宇野〕 2011年3月22日指定

### 絵画
- 絹本著色群鯉図〔鳥取市東町二丁目〕 1976年8月3日指定
- 紙本墨画雲竜図〔鳥取市東町二丁目〕 1976年8月3日指定
- 紙本墨画群鯉游泳図六曲屏風〔鳥取市東町二丁目〕 1976年8月3日指定
- 絹本著色猛虎図（片山楊谷筆）〔鳥取市猪子〕 1976年8月3日指定
- 絹本著色富士見西行図〔鳥取市元魚町一丁目〕 1976年8月3日指定
- 紙本淡彩老樹図〔鳥取市立川町四丁目〕 1976年8月3日指定
- 絹本著色東方朔図〔鳥取市東町二丁目〕 1976年8月3日指定
- 絹本著色花鳥図〔八頭郡智頭町智頭〕 1976年8月3日指定
- 絹本著色釈迦十六善神像〔鳥取市用瀬町鷹狩〕 1980年12月23日指定
- 絹本著色不動明王像〔八頭郡智頭町新見〕 1980年12月23日指定
- 絹本著色両界曼荼羅図〔八頭郡智頭町新見〕 1980年12月23日指定
- 三十六歌仙額〔鳥取市上町〕 1998年2月20日指定
- 絹本著色江戸風景図〔気高町上光〕 2008年12月19日指定
- 紙本金地著色竹梅図・紙本著色草虫図 衝立〔鳥取市東町〕 2011年3月22日指定 ※鳥取県立博物館

### 彫刻及び建造物
- 聖神社本殿、幣殿及び拝殿 附 透塀及び棟札16枚〔鳥取市行徳〕 1957年4月16日指定

### 彫刻
- 神崎神社の本殿 神崎神社の拝殿〔東伯郡琴浦町赤碕〕 1952年9月15日指定
- 十一面観音坐像〔米子市観音寺〕 1953年8月8日指定
- 十一面観音立像〔日野郡日南町上石見〕 1953年8月8日指定
- 秋葉大権現〔倉吉市八屋〕 1954年6月9日指定
- 弘法大師坐像〔東伯郡湯梨浜町石脇〕 1954年6月9日指定
- 大日如来坐像〔東伯郡湯梨浜町高辻〕 1954年6月9日指定
- 木造麒麟獅子頭〔鳥取市中砂見〕 1954年9月21日指定
- 勢至菩薩立像〔鳥取市河原町北村〕 1955年9月6日指定
- 木造稲荷像〔倉吉市下田中〕 1956年5月30日指定
- 木造稲荷像〔倉吉市円谷〕 1956年5月30日指定
- 不入岡の石仏〔倉吉市不入岡〕 1956年5月30日指定
- 伯耆国分寺石仏〔倉吉市国分寺〕 1956年5月30日指定
- 木造空也上人像〔東伯郡琴浦町別宮〕 1956年5月30日指定
- 木造四天王立像〔東伯郡琴浦町矢下〕 1956年5月30日指定
- 木造日光菩薩立像、月光菩薩立像〔倉吉市八屋〕 1957年2月6日指定
- 木造薬師如来坐像〔鳥取市気高町常松〕 1957年12月25日指定
- 木造薬師如来立像〔鳥取市鹿野町鹿野〕 1957年12月25日指定
- 木造十一面千手観音立像〔東伯郡北栄町瀬戸〕 1958年11月17日指定
- 木造毘沙門天立像〔鳥取市正蓮寺〕 1959年6月5日指定
- 木造吉祥天立像〔鳥取市正蓮寺〕 1959年6月5日指定
- 木造薬師如来坐像〔鳥取市古郡家〕 1959年6月5日指定
- 木造大日如来坐像金剛界胎蔵界〔八頭郡若桜町長砂〕 1959年6月5日指定
- 木造十一面観音立像〔鳥取市気高町飯里〕 1983年9月27日指定
- 観音寺古仏群〔東伯郡北栄町東高尾〕 1986年4月18日指定
- 木造随身立像〔東伯郡琴浦町上伊勢〕 1986年4月18日指定
- 木造狛犬〔倉吉市大宮〕 1987年12月25日指定
- 木造狛犬〔東伯郡三朝町三徳〕 1987年12月25日指定
- 木造狛犬〔東伯郡三朝町湯谷〕 1987年12月25日指定
- 木造阿弥陀如来立像〔東伯郡琴浦町別宮〕 1988年3月8日指定
- 木造薬師如来立像〔倉吉市桜〕 1994年4月19日指定
- 木造阿弥陀如来坐像〔西伯郡大山町前〕 1994年4月19日指定
- 銅造誕生釈迦仏立像〔倉吉市井出畑〕 1995年4月21日指定
- 銅造誕生釈迦仏立像〔倉吉博物館〕 1995年4月21日指定
- 銅造誕生釈迦仏立像〔東伯郡三朝町三徳〕 1995年4月21日指定
- 木造恵比寿像〔東伯郡湯梨浜町園〕 1997年2月28日指定
- 木造大黒天像〔東伯郡湯梨浜町園〕 1997年2月28日指定
- 木造蔵王権現立像〔鳥取県立博物館〕 2002年2月15日指定
- 木造蔵王権現立像〔東伯郡三朝町三徳〕 2003年9月5日
- 木造狛犬（阿形）〔東伯郡三朝町三徳〕 2009年9月29日指定 ※三徳山三佛寺宝物殿

### 工芸品
- 宋青磁香炉〔倉吉市関金町関金宿〕 1954年9月2日指定
- 和蘭陀写水指〔鳥取市河原町河原〕 1954年9月21日指定
- 三彩稜花刻花文盤〔倉吉市東町〕 1956年5月30日指定
- 梵鐘〔倉吉市仲ノ町〕 1956年5月30日指定
- 鉄茶釜〔米子市淀江町中間〕 1957年2月6日指定
- 伝 亀井茲矩将来品〔鳥取市鹿野町今市〕 1957年12月25日指定
- 太刀 銘［表］信濃大掾藤原忠国 玉纏太刀式の太刀拵〔鳥取市上町〕 1975年3月28日指定
- 太刀 銘［表］信濃大掾藤原忠国 第一太刀式の太刀拵〔鳥取市上町〕 1975年3月28日指定
- 太刀 銘［表］信濃大掾藤原忠国 錺剣［飾太刀］拵〔鳥取市上町〕 1975年3月28日指定
- 太刀 銘［表］伯耆国倉吉住人播磨大掾藤原正綱〔鳥取市上町〕 1975年3月28日指定
- 梵鐘〔鳥取市河原町片山〕 1984年2月21日指定
- 梵鐘〔西伯郡大山町大山〕 1985年6月25日指定
- 刀無銘古伯耆物 附 銀造糸巻太刀拵〔米子市尾高〕 1987年12月25日指定
- 松に猿嵌木丸額〔鳥取市覚寺〕 2010年9月17日指定 ※渡辺美術館

### 工芸品・考古資料
- 擬宝珠〔倉吉市関金町関金宿〕 1954年9月21日指定
- 木造麒麟獅子頭〔鳥取市国府町町屋〕 1957年2月6日指定
- 梵鐘〔東伯郡琴浦町竹内〕 1958年11月17日指定
- 廃阿代寺正平在銘鐘〔岩美郡岩美町網代〕 1958年11月17日指定

### 古文書
- 山名氏、尼子氏文書 附 尼子経久肖像画一幅〔倉吉市和田〕 1956年5月30日指定
- 吉川元春祈願状、寄進状〔鳥取市鹿野町寺内〕 1957年12月25日指定
- 塩文書〔鳥取市青谷町早牛〕 1957年12月25日指定

### 考古資料
- 埴輪人物〔倉吉市沖ノ町〕 1956年5月30日指定
- 銅鰐口〔鳥取市国府町清水〕 1957年2月6日指定
- 切支丹灯篭〔鳥取市上町〕 1957年4月16日指定
- 切支丹灯篭〔鳥取市上町〕 1957年4月16日指定
- 切支丹灯篭〔鳥取市戎町〕 1957年4月16日指定
- 切支丹灯篭〔鳥取市西町二丁目〕 1957年4月16日指定
- 切支丹灯篭〔鳥取市気高町酒津〕 1957年4月16日指定
- 流水文銅鐸〔鳥取市東町二丁目〕 1980年3月4日指定
- 埴輪鹿〔倉吉市沖ノ町〕 1980年3月4日指定
- 子持勾玉〔鳥取市東町二丁目〕 1980年3月4日指定
- 新興寺至徳宝篋印塔〔八頭郡八頭町新興寺〕 1983年4月26日指定
- 助沢正平五輪塔〔日野郡江府町助沢〕 1983年4月26日指定
- 栗谷遺跡縄文時代出土遺物一括〔鳥取市福部町湯山〕 1991年3月26日指定
- 小札鋲留眉庇付冑〔鳥取市福部町湯山〕 1991年3月26日指定
- 袈裟襷文銅鐸〔倉吉市沖ノ町〕 1992年4月14日指定
- 阿弥大寺弥生墳丘墓群出土遺物一括〔倉吉市沖ノ町〕 1992年4月14日指定
- 新興寺金峯山経塚出土遺物一括〔八頭郡八頭町新興寺〕 1992年4月14日指定
- 長瀬高浜遺跡玉作関係資料一括〔東伯郡湯梨浜町久留〕 1992年4月14日指定
- 桂見遺跡出土縄文時代遺物一括 一丸木舟、１櫂〔鳥取県立博物館〕 2001年3月23日指定
- 絵画土器 角田遺跡出土〔米子市淀江町福岡〕 2004年2月3日指定 ※米子市淀江歴史民俗資料館
- 上淀廃寺跡出土壁画・塑像 附 瓦・土器類〔淀江町福岡〕 2009年9月29日指定 ※淀江歴史民俗資料館
- 井手挾3号墳出土埴輪一括〔米子市中町・福市〕 2010年9月17日指定 ※米子市立山陰歴史館・米子市埋蔵文化財センター
- 蔵見3号墳出土鴟尾付陶棺 附 出土遺物一括〔鳥取市湯所町一丁目〕 2011年3月22日指定 ※鳥取市出土品収蔵庫

### 歴史資料
- 鉄造聖観音立像 鉄造十一面観音立像 附 鉄製光背〔西伯郡南部町下中谷〕 1986年4月18日指定
- 旧日ノ丸自動車法勝寺鉄道車両 附 関連資料一括〔米子市道笑町・元町、西伯郡南部町法勝寺・大字下中谷〕 2011年3月22日指定

## 無形文化財

### 工芸技術
- 因州佐治みつまた紙〔鳥取市佐治町〕 1976年8月3日指定
- 因州青谷こうぞ紙〔鳥取市青谷町山根、河原〕 1976年8月3日指定
- 弓浜絣〔米子市ほか〕 1978年12月12日指定
- 木工芸〔八頭郡若桜町〕 2004年1月27日指定 ※保持者：茗荷定治
- 絣〔倉吉市福庭境港市竹内町〕 2005年11月29日指定 ※保持者：福井貞子、嶋田悦子
- 木工芸〔米子市陽田町〕 2008年12月19日指定 ※保持者：森脇信夫

## 民俗文化財

### 有形民俗文化財
- 長谷寺の絵馬群〔倉吉市仲ノ町〕 1957年2月6日指定
- 馬場八幡人形芝居道具〔鳥取市馬場〕 1959年6月5日指定
- 宇倍神社御幸祭祭具〔鳥取市国府町宮ノ下〕 1964年3月3日指定

### 無形民俗文化財
- 大和佐美命神社獅子舞〔鳥取市上砂見、中砂見〕 1959年12月25日指定
- 岩坪神社獅子舞〔鳥取市岩坪〕 1959年12月25日指定
- 越路雨乞踊〔鳥取市越路〕 1959年12月25日指定
- 宇倍神社獅子舞〔鳥取市国府町宮下〕 1959年12月25日指定
- 百手の神事〔鳥取市気高町八束水〕 1959年12月25日指定
- 城山神社祭礼行事〔鳥取市鹿野町鹿野〕 1959年12月25日指定
- 志加奴・城山神社獅子舞〔鳥取市気高町宿・鹿野町鹿野〕 1959年12月25日指定
- 東郷浪人踊〔東伯郡湯梨浜町〕 1962年10月16日指定
- 栖岸寺の双盤念仏〔鳥取市湖山町北一丁目〕 1963年3月5日指定
- 米子盆踊〔米子市博労町三丁目〕 1974年10月18日指定
- 牧谷のはねそ踊〔岩美郡岩美町牧谷〕 1974年10月18日指定
- 細尾の獅子舞〔鳥取市佐治町加茂〕 1974年10月18日指定
- 余戸の雨乞踊〔鳥取市佐治町余戸〕 1974年10月18日指定
- 亀井踊〔鳥取市鹿野町鹿野〕 1974年10月18日指定
- 日置のはねそ踊〔鳥取市青谷町河原〕 1974年10月18日指定
- 三本杉の盆踊〔東伯郡琴浦町三本杉〕 1974年10月18日指定
- 江尾のこだいぢ踊〔日野郡江府町江尾〕 1974年10月18日指定
- 下蚊屋の荒神神楽〔日野郡江府町下蚊屋〕 1974年10月18日指定
- 因幡の傘踊〔鳥取市横枕〕 1974年10月18日指定
- 因幡の傘踊〔鳥取市国府町高岡美歎、麻生〕 1974年10月18日指定
- さいとりさし〔東伯郡三朝町湯谷、倉吉市関金町大鳥居〕 1974年10月18日指定
- 円通寺人形芝居〔鳥取市円通寺〕 1984年2月21日指定
- 用瀬のひな送り〔鳥取市用瀬町〕 1985年6月25日指定
- 田後神社頭屋祭「宮の飯」〔東伯郡湯梨浜町田後〕 1986年4月18日指定
- 福岡神社神事〔西伯郡伯耆町福岡〕 1986年4月18日指定
- 虫井神社の花篭祭り〔八頭郡智頭町芦津〕 1990年1月30日指定
- 馬佐良の申し上げ〔西伯郡南部町馬佐良〕 1990年1月30日指定
- 江波の三番叟〔鳥取市用瀬町江波〕 1994年4月19日指定
- 小松谷盆踊〔西伯郡南部町御内谷〕 1995年4月21日指定
- 口佐治神社の獅子舞〔鳥取市佐治町古市〕 1997年2月28日指定
- 下味野神社の麒麟獅子舞〔鳥取市下味野〕 1998年4月21日指定
- 倉田八幡宮の麒麟獅子舞〔鳥取市蔵田〕 1998年4月21日指定
- 賀露神社の麒麟獅子舞〔鳥取市賀露〕 1998年4月21日指定
- 虫井神社の麒麟獅子舞〔八頭郡智頭町大字芦津〕 1998年4月21日指定
- 澤神社の麒麟獅子舞〔八頭郡八頭町才代〕 1998年4月21日指定
- 諏訪神社の柱祭り〔八頭郡智頭町智頭〕 2001年3月23日指定
- 聖神社の神幸行列〔鳥取市行徳〕 2003年3月28日指定
- 湖山池の石がま漁〔鳥取市三津地区〕 2005年1月28日指定
- 日南のかしら打ち〔日野郡日南町福塚・多里〕 2005年1月28日指定
- 賀露神社春季祭礼行事〔鳥取市賀露町〕 2008年4月25日指定

## 記念物

### 史跡
- 福庭古墳〔倉吉市福庭〕 1956年5月30日指定
- 石塚廃寺塔跡〔倉吉市石塚〕 1956年5月30日指定
- 天神山城跡〔鳥取市湖山町南三丁目〕 1976年8月3日指定[1]
- 金田瓦窯跡〔西伯郡南部町金田〕 1976年8月3日指定
- 空山2号古墳〔鳥取市香取〕 1981年11月27日指定
- 空山10号古墳〔鳥取市広岡〕 1981年11月27日指定
- 空山15号古墳〔鳥取市久末〕 1981年11月27日指定
- 空山16号古墳〔鳥取市久末〕 1981年11月27日指定
- 坊ヶ塚古墳〔鳥取市広岡〕 1981年11月27日指定
- 鷺山古墳〔鳥取市国府町町屋〕 1981年11月27日指定
- 阿古山22号古墳〔鳥取市青谷町青谷〕 1981年11月27日指定
- 大日寺古墓群〔倉吉市桜〕 1983年4月26日指定
- 山ヶ鼻古墳〔鳥取市古海〕 1991年3月26日指定
- 出上岩屋古墳〔東伯郡琴浦町出上〕 1991年3月26日指定
- 岩屋平ル古墳〔西伯郡大山町八重〕 1991年3月26日指定
- 高田26号墳〔西伯郡大山町高田〕 1991年3月26日指定
- 二上山城跡〔岩美郡岩美町岩常〕 1998年4月21日指定
- 羽衣石城跡〔湯梨浜町羽衣石古城〕 2001年3月23日指定

### 名勝

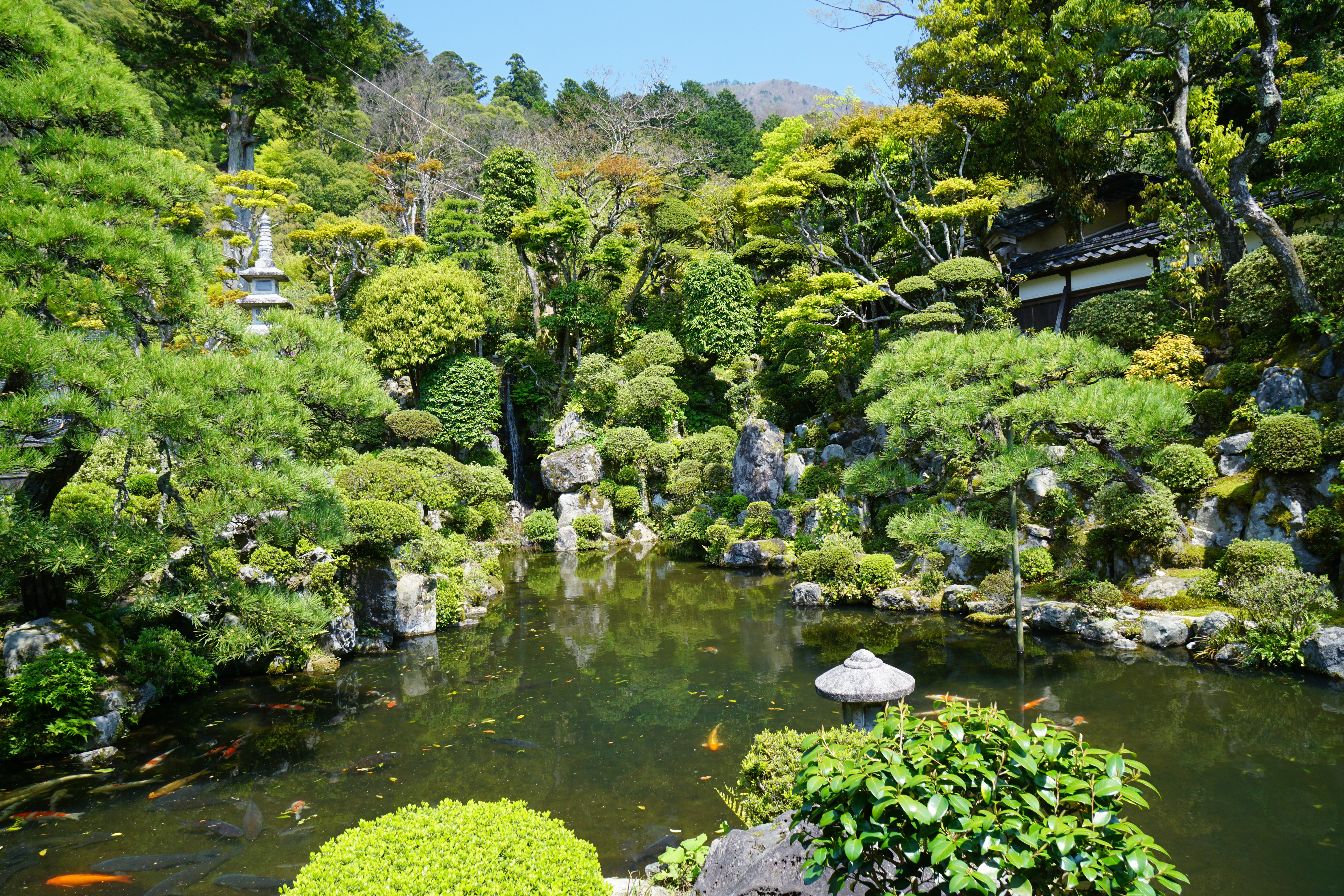
石谷氏庭園

- 三滝溪〔鳥取市河原町北村〕 1956年2月3日指定
- 心光寺庭園〔米子市寺町〕 2005年11月29日指定
- 庄司家庭園〔境港市渡町〕 2005年11月29日指定
- 正善院庭園〔東伯郡三朝町三徳〕 2005年11月29日指定
- 石谷氏庭園〔八頭郡智頭町智頭字町ノ内〕 2010年5月14日指定
- 桑田氏庭園〔倉吉市東仲町〕 2010年9月17日指定
- 高田氏庭園〔倉吉市西仲町〕 2010年9月17日指定

### 天然記念物
- 弓河内の大シダレザクラ〔鳥取市河原町弓河内〕 1955年9月6日指定
- 矢矯神社社叢〔鳥取市矢矯〕 1956年3月6日指定
- 大日寺の大イチョウ〔倉吉市桜〕 1956年3月6日指定
- 清徳寺の巨樹名木群〔八頭郡八頭町清徳〕 1956年3月6日指定
- 転法輪寺の大イチョウ〔東伯郡琴浦町別宮〕 1956年5月30日指定
- 琴浦町別宮の大イヌグス〔東伯郡琴浦町別宮〕 1956年5月30日指定
- 落河内の大キリシマ〔鳥取市河原町北村〕 1957年2月6日指定
- 古布庄の大スギ〔東伯郡琴浦町中津原〕 1957年12月25日指定
- 高岡神社社叢〔鳥取市国府町高岡〕 1959年6月5日指定
- 長瀬の大シダレザクラ〔鳥取市河原町長瀬〕 1959年6月5日指定
- 解脱寺のモミ並木〔日野郡日南町下阿毘縁〕 1959年6月5日指定
- 佐伯氏のクロガネモチ〔西伯郡南部町福成〕 1961年2月3日指定
- 長田神社社叢〔西伯郡南部町馬場〕 1961年2月3日指定
- 花倉山のヒノキ・ホンシャクナゲ群落〔東伯郡三朝町笏賀・花倉谷〕 1964年3月3日指定
- 菅野ミズゴケ湿原〔鳥取市国府町菅野〕 1967年12月12日指定
- 福本のオハツキイチョウ〔八頭郡八頭町福本〕 1970年2月20日指定
- 西御門の大イチョウ〔八頭郡八頭町西御門〕 1970年2月20日指定
- 上石見のオハツキ・タイコイチョウ〔日野郡日南町上石見〕 1970年2月20日指定
- 落河内のカツラ〔鳥取市河原町北村〕 1973年3月30日指定
- 中江の一本スギ〔八頭郡若桜町中原〕 1973年3月30日指定
- 田岡神社のツバキ樹林〔鳥取市佐治町津無〕 1973年3月30日指定
- 豊乗寺のスギ〔八頭郡智頭町新見〕 1973年3月30日指定
- 福本のツバキ〔東伯郡三朝町福本〕 1973年3月30日指定
- 関金のシイ〔倉吉市関金町安歩〕 1973年3月30日指定
- 箆津のハマヒサカキ群落〔東伯郡琴浦町箆津〕 1973年3月30日指定
- 武庫の七色ガシ〔日野郡江府町武庫〕 1973年3月30日指定
- 下蚊屋明神のサクラ〔日野郡江府町下蚊屋〕 1973年3月30日指定
- 熊野神社社叢〔日野郡江府町俣野〕 1973年3月30日指定
- 扇ノ山の火山弾〔鳥取市東町二丁目〕 1980年3月4日指定
- ナウマンゾウ牙〔鳥取市東町二丁目〕 1980年3月4日指定 ※温泉津沖日本海底産
- 粟島神社社叢〔米子市彦名町〕 1982年4月9日指定
- 若桜神社社叢〔八頭郡若桜町若桜〕 1982年4月9日指定
- 金華山熊野神社社叢〔西伯郡南部町八金〕 1982年4月9日指定
- 聖神社社叢〔日野郡日野町黒坂〕 1982年4月9日指定
- 坂谷神社社叢〔鳥取市福部町栗谷〕 1983年9月27日指定
- 相屋神社社叢〔鳥取市青谷町青谷〕 1983年9月27日指定
- 意上奴神社社叢〔鳥取市香取〕 1984年2月21日指定
- 根雨神社社叢〔日野郡日野町根雨〕 1984年2月21日指定
- 桂見の「二十世紀」ナシ親木〔鳥取市桂見〕 1985年2月22日指定
- 犬山神社社叢〔鳥取市用瀬町宮原〕 1985年2月22日指定
- 楽楽福神社社叢〔日野郡日南町印賀〕 1985年2月22日指定
- 長寿寺・落合神社の樹叢〔西伯郡南部町落合〕 1985年6月25日指定
- 虫井神社社叢〔八頭郡智頭町大呂〕 1986年12月2日指定
- 荒神原のオオサンショウウオ生息地〔日野郡日野町上菅〕 1986年12月2日指定
- ナウマンゾウ牙〔鳥取市東町二丁目〕 1987年4月14日指定 ※萩沖日本海底産
- マテバシイの北限地帯〔東伯郡琴浦町赤碕〕 1989年4月18日指定 ※智光寺の樹叢
- 洲河崎のカツラ〔日野郡江府町洲河崎〕 1989年4月18日指定
- かまこしき渓谷の侵食地形〔日野郡江府町助沢・俣野〕 1999年6月29日指定
- 神戸上のハンノキ沼沢林〔日野郡日南町神戸上〕 2000年3月28日指定
- 辰巳峠の植物化石産出層〔鳥取市佐治町栃原不動産国有林〕 2002年12月20日指定
- 倉谷のザゼンソウ湿原〔八頭郡智頭町芦津〕 2004年4月30日指定
- 鹿野地震断層の痕跡〔鳥取市鹿野町末用〕 2004年11月9日指定
- 和奈見と塩上の枕状溶岩〔鳥取市河原町和奈見・八頭郡八頭町塩上〕 2010年5月14日指定

## 伝統的建造物群保存地区

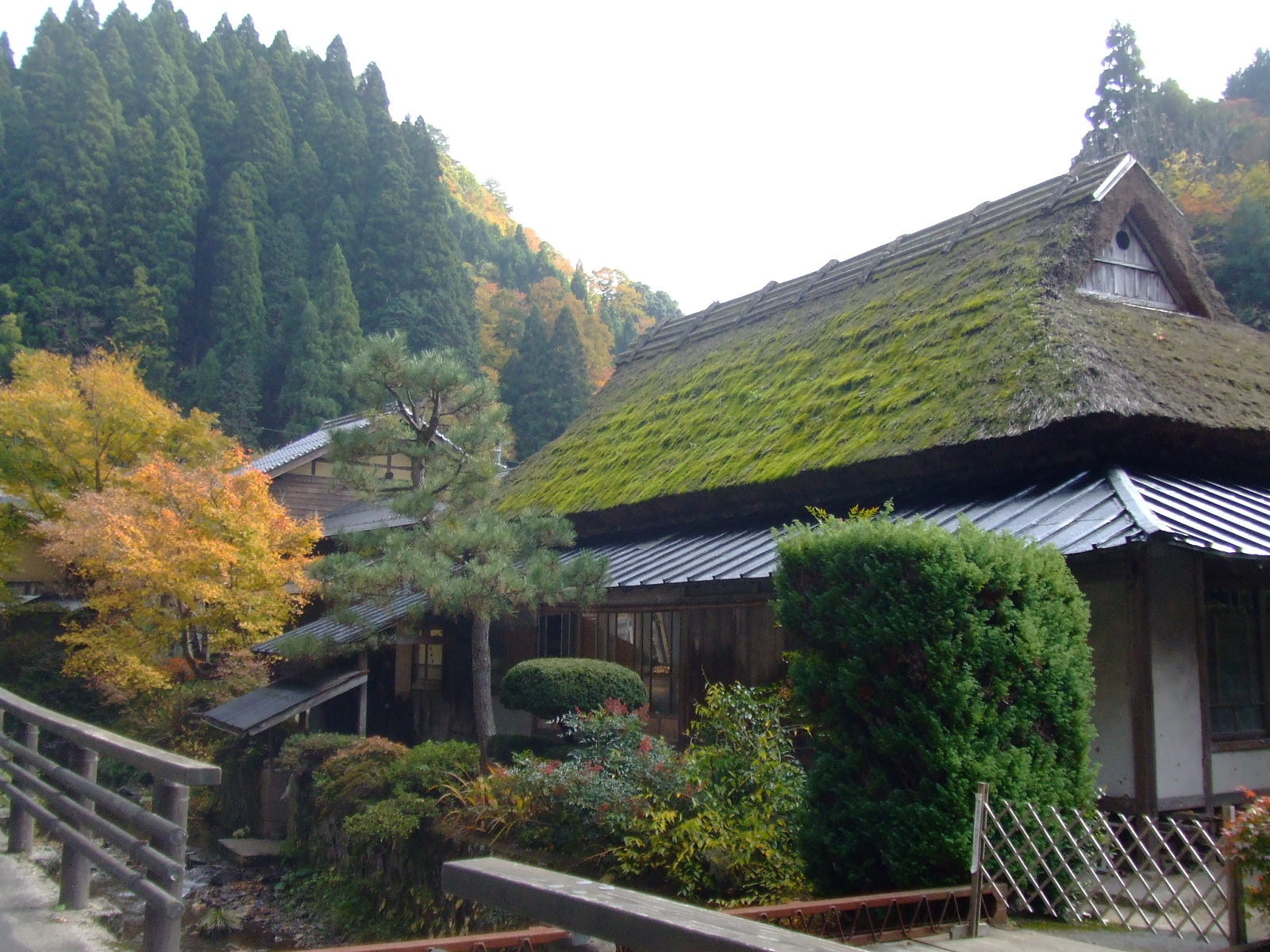
智頭町板井原伝統的建造物群保存地区

- 智頭町板井原伝統的建造物群保存地区〔八頭郡智頭町大字市〕 2004年2月3日指定